# Costa de la Torre (Bigues)
La Costa de la Torre és una costa de muntanya del terme municipal de Bigues i Riells, al Vallès Oriental, en territori del poble de Bigues.
Està situada a ponent dEl Rieral de Bigues, al nord-oest i a prop de la Torre, masia a la qual pertanyia. És a l'esquerra del torrent de la Torre, al nord del Camí de Can Mainou. Constitueix tota l'afrontació de llevant de la urbanització dels Manantials.